# Пайпер, Г. Бим
Генри Бим Пайпер (англ. Henry Beam Piper, 23 марта 1904 — 6 ноября 1964) — американский писатель-фантаст. Наиболее известный и обширный вклад — цикл «История терранского человечества». Г. Бим Пайпер — имя, которым писатель подписывал свои произведения, однако его настоящее имя точно не известно. По некоторым источникам, Пайпера звали Гораций, а не Генри, также можно найти другую дату смерти писателя.

## Биография
Официально Пайпер не получил образования, предпочитая заниматься самообразованием. Уже в 18 лет он устроился чернорабочим в железнодорожное депо Алтуны, где и проработал до 50-х годов, пока не был уволен по сокращению. Там же он подрабатывал ночным сторожем.
Пайпер опубликовал свой первый рассказ «Снова и снова» в 1947 году, в Astounding Science Fiction; в 1956 году он был адаптирован для радиопередачи. Он был автором прежде всего рассказов, пока в 1961 году не начал очень активно, хоть и недолго, публиковать романы. Пайпер коллекционировал оружие (более 450 единиц огнестрельного оружия в коллекции) и написал один детектив, «Murder in the Gunroom».
Карьера писателя преждевременно закончилась, когда в ноябре 1964 года он совершил самоубийство в своей квартире. Точная дата его смерти неизвестна, последняя запись в дневнике датирована 5 ноября, а тело было найдено или 9, или 11 ноября (по разным источникам). У Пайпера, по мнению биографов, было несколько причин для самоубийства. Летом 1964 года его литературный агент, Кеннет Уайт, умер, не сообщив о хороших продажах книг, поэтому Пайпер ошибочно решил, что его писательская карьера оказалась неудачной. Также у него были финансовые проблемы на фоне развода.

### История терранского человечества
- «The Edge Of The Knife» (1957)
- «Универсальный язык» («Omnilingual», 1957)
- «When In The Course» (1981)
- «Четырёхдневная планета» («Four Day Planet», 1961)
- «Uller Uprising» (1952)
- «Маленький пушистик» (подцикл)
  - «Маленький пушистик» («Little Fuzzy», 1962)
  - «Пушистик разумный» («Fuzzy Sapiens», 1964)
  - «Пушистики и другие» («Fuzzies and Other People», 1984)
- «Неслух» («Naudsonce», 1962)
- «Oomphel In The Sky» (1960)
- «Junkyard Planet» (1963)
- «Космический Викинг» («Space Viking», 1962)
- «Раб остаётся рабом» («A Slave Is A Slave», 1962)
- «Министерство беспорядков» («Ministry of Disturbance», 1958)
- «The Keeper» (1957)

### Паравремя
- «He Walked Around the Horses» (1948)
- «Police Operation» (1948)
- «Last Enemy» (1950)
- «Time Crime» (1955)
- «Temple Trouble» (1951)
- «Genesis» (1951)
- «Lord Kalvan of Otherwhen» (1965)

### Отдельные романы
- «Murder in the Gunroom» (1953)
- «Lone Star Planet» (1953, соавтор Джон Дж. Макгайр)
- «Null-ABC» (1957, соавтор Джон Дж. Макгайр)
- «First Cycle» (1982, соавтор Майкл Курланд)